# Rudolf Lewenberg
‎Rudolf Lewenberg, avstrijski jezuit, teolog in filozof, * 14. maj 1651, Gradec, † 29. avgust 1715, Sibiu.
Bil je rektor Jezuitskega kolegija v Ljubljani med 1. januarjem 1701 in 1. januarjem 1704.
Poleg tega je poučeval tudi v Linzu in v Gradcu.